# Olga Morozkina
Olga Morozkina est une grimpeuse russe. 

## Palmarès

### Jeux mondiaux
- 2009 à Kaohsiung, (Taïwan).
  -  Médaille de bronze en vitesse

### Coupe du monde
- 2008
  - 10e du classement final en vitesse

### Championnats d'Europe
- 2008 à Paris, (France).
  -  Médaille d'argent en vitesse